# Stapkensloop
Stapkensloop är ett vattendrag i Belgien.   Det ligger i provinsen Antwerpen och regionen Flandern, i den centrala delen av landet, 40 km nordost om huvudstaden Bryssel.
Omgivningarna runt Stapkensloop är en mosaik av jordbruksmark och naturlig växtlighet. Runt Stapkensloop är det tätbefolkat, med 369 invånare per kvadratkilometer.